# Shallow Be Thy Game
«Shallow Be Thy Game» (рус. Да обмелеет игра Твоя) — песня американской рок-группы Red Hot Chili Peppers, четвёртый сингл из альбома One Hot Minute. Сингл был выпущен только на территории Австралии, также это единственный сингл из альбома, для которого не было снято музыкальное видео (из-за статуса промосингла). В настоящее время цена за компакт-диск сингла доходит до $ 60.00 на сайте Amazon.com.
Текст песни содержит прямую полемику в адрес традиционной религии, автор песни — Энтони Кидис — открыто издевается над догматами.
Несмотря на статус сингла, песня редко исполнялась в ходе тура One Hot Minute Tour, а с 1996 года вообще перестала исполняться.

## Список композиций
Компакт-диск (1996)
1. «Shallow Be Thy Game» (Альбомная версия)
2. «Walkabout» (Альбомная версия)
3. «Suck My Kiss» (Концертная версия, была записана в Роттердаме)